# Schengenská smlouva

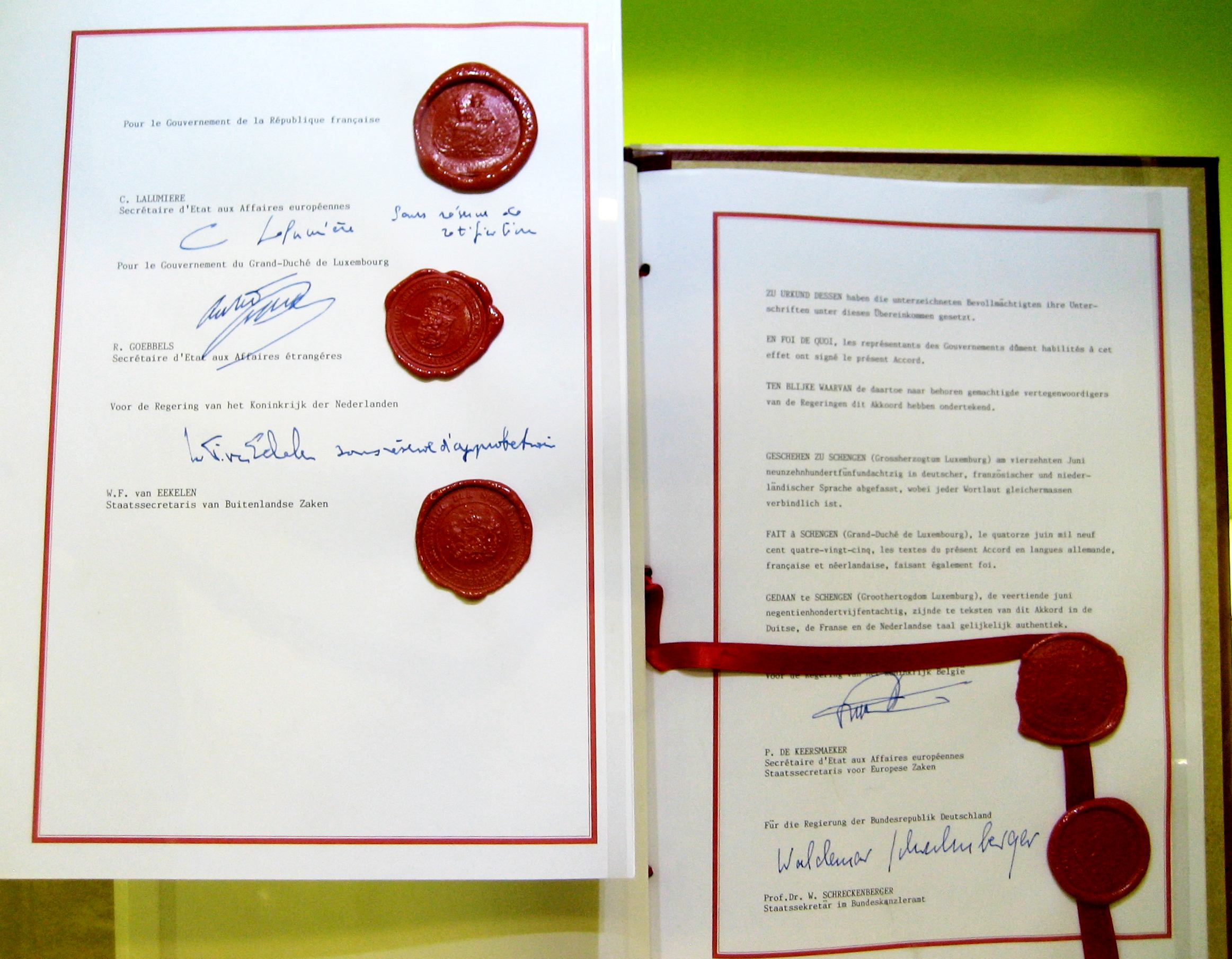
Podpisy na Schengenské smlouvě

Schengenská smlouva neboli smlouva o postupném rušení kontrol na společných hranicích je součást práva EU, jež umožňuje společný hraniční režim a společnou imigrační politiku. Byla základem pro všeobecné zrušení celních a pasových kontrol na hranicích vnitřních států EU, čímž se vytvořil tzv. Schengenský prostor.

## Smlouva
Schengenskou smlouvu uzavřely Francie, Německo, Belgie, Nizozemsko a Lucembursko 14. června 1985 u lucemburského Schengenu.
Dosud ji podepsalo 29 států (všechny členské státy EU kromě Irska a Kypru). 29 států ji již provedlo, takže tvoří Schengenský prostor.
V Schengenu byla 19. června 1990 podepsána zástupci vlád původních pěti signatářských států Úmluva k provedení Schengenské dohody. Tato úmluva podrobněji popisuje zejména principy Schengenského prostoru a Schengenského informačního systému.

### Schengenské acquis
Soubor všech pravidel, která jsou dána Schengenskou smlouvou, Úmluvou k provedení Schengenské dohody a dalších navazujícími předpisy, se označuje jako schengenské acquis.

### Začlenění do právního systému EU
Amsterodamská smlouva, která vstoupila v platnost v roce 1999, začlenila Schengenskou smlouvu do právního systému Evropské unie. Státy, které vstoupily do Evropské unie po tomto roce, už nepodepisují Schengenskou smlouvu. Tento dokument se pro ně okamžikem vstupu stává závazný stejně jako všechny další smlouvy a předpisy EU.
Součástí Schengenského prostoru se tyto země však stávají až poté, když splní všechny ve smlouvě uvedené podmínky a když to schválí Rada Evropské unie.

## Místo podpisu
Smlouva nebyla ve skutečnosti podepsána ve vesnici Schengen, ale na palubě lodi Princesse Marie-Astrid, která kotvila na řece Mosele u Schengenu.
Přesto se vesnice Schengen běžně uvádí jako místo podpisu smlouvy a na jejím území je umístěn i památník Schengenské smlouvy.